# Бетбезер д'Армањак
Бетбезер д'Армањак (фр. Betbezer-d'Armagnac) насеље је и општина у југозападној Француској у региону Аквитанија, у департману Ланд која припада префектури Мон де Марсан.
По подацима из 2011. године у општини је живело 140 становника, а густина насељености је износила 17,28 становника/km². Општина се простире на површини од 8,1 km². Налази се на средњој надморској висини од 120 метара (максималној 144 m, а минималној 78 m).

## Демографија
| 1962. | 1968. | 1975. | 1982. | 1990. | 1999. | 2011. |
| ----- | ----- | ----- | ----- | ----- | ----- | ----- |
| 128   | 153   | 170   | 155   | 135   | 106   | 140   |

График промене броја становника у току последњих година